# Matteo Trovato
Matteo Trovato (Barcellona Pozzo di Gotto, 8 gennaio 1870 – Barcellona Pozzo di Gotto, 30 gennaio 1949) è stato uno scultore italiano.

## Biografia
Da bambino appassionato modellatore di creta si cimenta a plasmare statuine di pastori e soggetti vari. Il padre desidera per il giovane Matteo un percorso diverso profilando la professione di calzolaio, pertanto lo avvia a bottega ma, nel figlio prevalgono la passione e l'inclinazione verso la scultura che lo porta a diventare un abile modellatore e scultore, molto noto negli anni a cavallo il XIX e XX secolo. In piena maturità collabora col figlio Giuseppe abile decoratore. La particolare vena artistica espressiva si manifesta principalmente nella realizzazione di opere di carattere religioso: statue, sepolcri e gruppi statuari alcuni dei quali costituiscono i soggetti delle varette dei Riti Penitenziali e Processionali della Sumana Santa. Molte realizzazioni sono ispirate a capolavori dell'arte italiana o ad episodi personali, un esempio le sembianze del volto dell'angioletto ai piedi della statua dell'Immacolata, che richiama la fisionomia della figlioletta Stella scomparsa in tenera età, opera conservata nella chiesa di Sant'Antonio Abate di Barcellona Pozzo di Gotto.  
Si spegne il 30 gennaio 1949 all'età di 79 anni alla vigilia della ricorrenza di San Giovanni Bosco, santo che l'artista aveva raffigurato in alcune sue opere, tra cui un busto conservato nell'Oratorio dei Salesiani della città del Longano.
Opere di tema sacro sono custodite nelle chiese di molte cittadine della provincia: Barcellona Pozzo di Gotto, Basicò, Falcone, Furnari, Giardini Naxos, Milazzo, Montagnareale, Novara di Sicilia, Rodì Milici, San Pier Niceto, Terme Vigliatore, Santa Lucia del Mela, sculture delle quali se ne promuove l'intento di censirle in modo sistematico ed esaustivo.

## Opere

### Barcellona Pozzo di Gotto
- 1897, Santa Maria delle Grazie, statua in cartapesta, opera custodita nella chiesa di Santa Maria della Visitazione nella frazione Centineo.
- 1907, San Francesco di Paola, statua in cartapesta, opera custodita nella chiesa di San Francesco di Paola.
- 1908, Sant'Antonio abate, statua in cartapesta, opera custodita nell'oratorio "Padre Mariano Maio" della chiesa di Sant'Antonio abate.[1]
- 1909, Immacolata, statua in cartapesta, opera custodita nella chiesa di Sant'Antonio Abate.
- 1925, Madonna del Tindari, statua in cartapesta, opera custodita nella chiesa di Maria Santissima del Tindari del monastero dell'Ordine basiliano.
- 1933, San Francesco d'Assisi, statua in cartapesta, opera custodita nella sacrestia della chiesa di Sant'Antonio di Padova.
- 1935, Ecce Homo, statua in cartapesta, opera custodita nella chiesa di Sant'Antonio Abate.
- XX secolo, San Biagio, statua in cartapesta, opera custodita nella chiesa di San Giovanni Battista.
- XX secolo, San Giovanni Bosco, busto in gesso, opera custodita nell'oratorio Salesiano.

Opere facenti parte del patrimonio culturale storico artistico della città di Barcellona Pozzo di Gotto, processionate il Venerdì Santo (vare della sezione barcellonese):     
- 1911, Cristo portacroce.
- 1921, Ecce Homo, statua custodita nella chiesa dell'Immacolata.
- 1928 - 29, Cristo, statua amovibile della vara Urna col Cristo Morto, manufatto attribuito a Matteo Trovato, dopo i riti devozionali l'opera è custodita sotto la mensa dell'Altare della Crocifissione della chiesa di San Giovanni Battista.
- 1933, La Caduta, gruppo scultoreo, restaurato e integrato da Pietro Indino di Lecce nel 1977.
- XX secolo, Orazione nell'Orto degli Ulivi o Getsemani, gruppo scultoreo, restaurato e integrato da Giuseppe Emma di San Cataldo nel 1976.[2]
- XX secolo, Cristo flagellato alla Colonna, statua custodita nella chiesa di Santa Maria di Fatima, proveniente dalla chiesa di San Giovanni Battista.

### Comprensorio
- 1922 - 30, Sant'Antonio di Padova, statua in cartapesta, opera custodita nella chiesa di San Biagio di Basicò.
- 1928, Madonna Assunta, statua in cartapesta, opera custodita nella chiesa di Gesù e Maria di Furnari.
- 1936, Santa Rita, statua in cartapesta, opera custodita nella chiesa di Maria Santissima delle Grazie di Montagnareale.
- 1936, Addolorata, statua in cartapesta, opera custodita nella chiesa di Maria Santissima delle Grazie di Montagnareale.
- XX secolo, Maria Santissima del Piano, statua in cartapesta, opera custodita nella chiesa della Madonna del Boschetto di Parco Nuovo di Milazzo.
- XX secolo, San Francesco di Paola, statua in cartapesta, opera custodita nella chiesa di San Giorgio di Monforte San Giorgio, proveniente dalla chiesa di San Francesco di Paola del convento dell'Ordine dei minimi della stessa città.
- XX secolo, San Francesco di Paola, statua in cartapesta, opera custodita nella chiesa di San Francesco di Paola del convento di Santa Maria Maggiore di San Pier Niceto.
- XX secolo, San Giuseppe, statua in cartapesta, opera custodita nella chiesa dei Benedettini di Terme Vigliatore.
- XX secolo, Crocifisso, opera in cartapesta custodita nella chiesa dei Benedettini di Terme Vigliatore.

## Galleria d'immagini

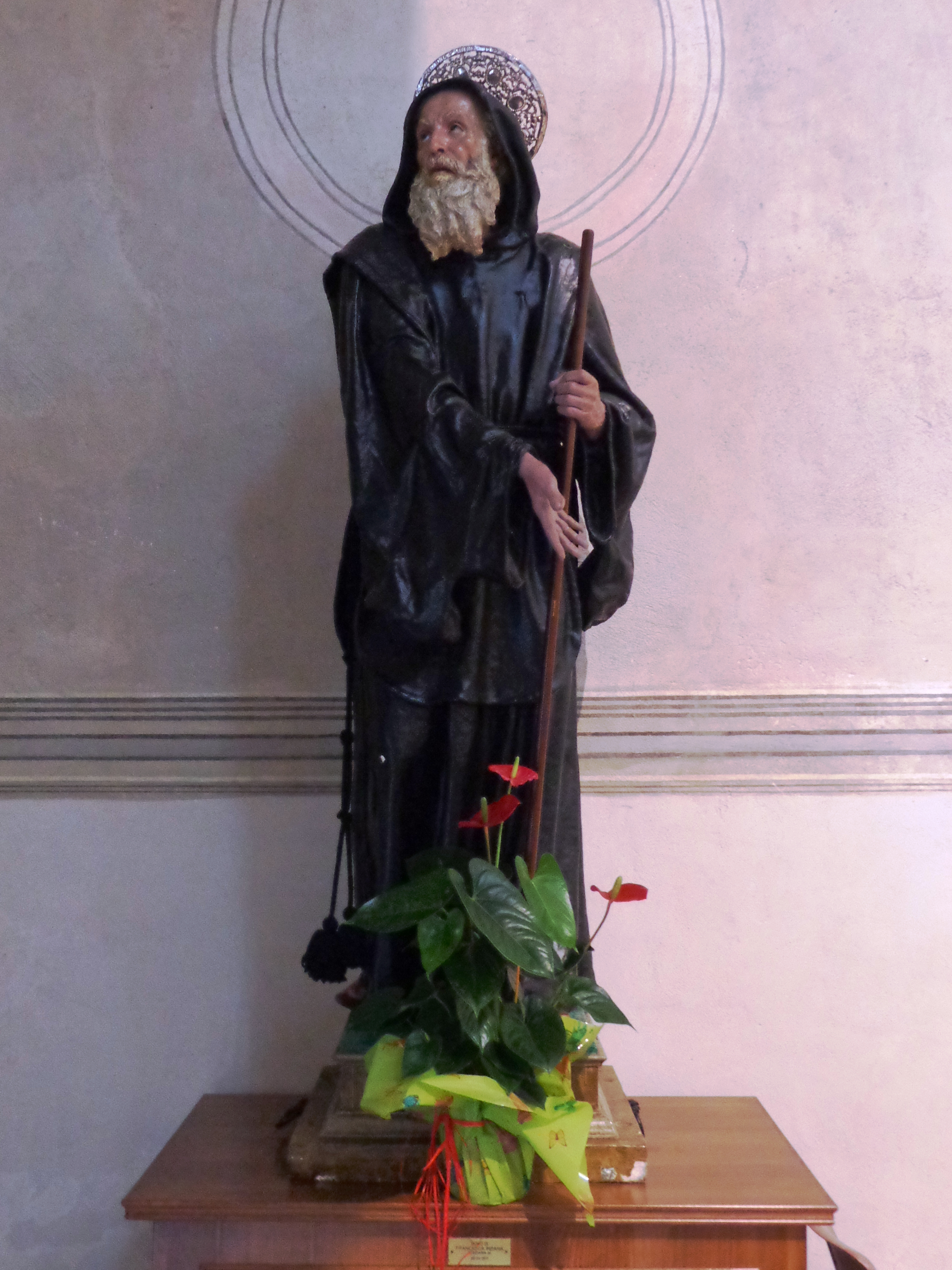
San Francesco di Paola, San Pier Niceto.
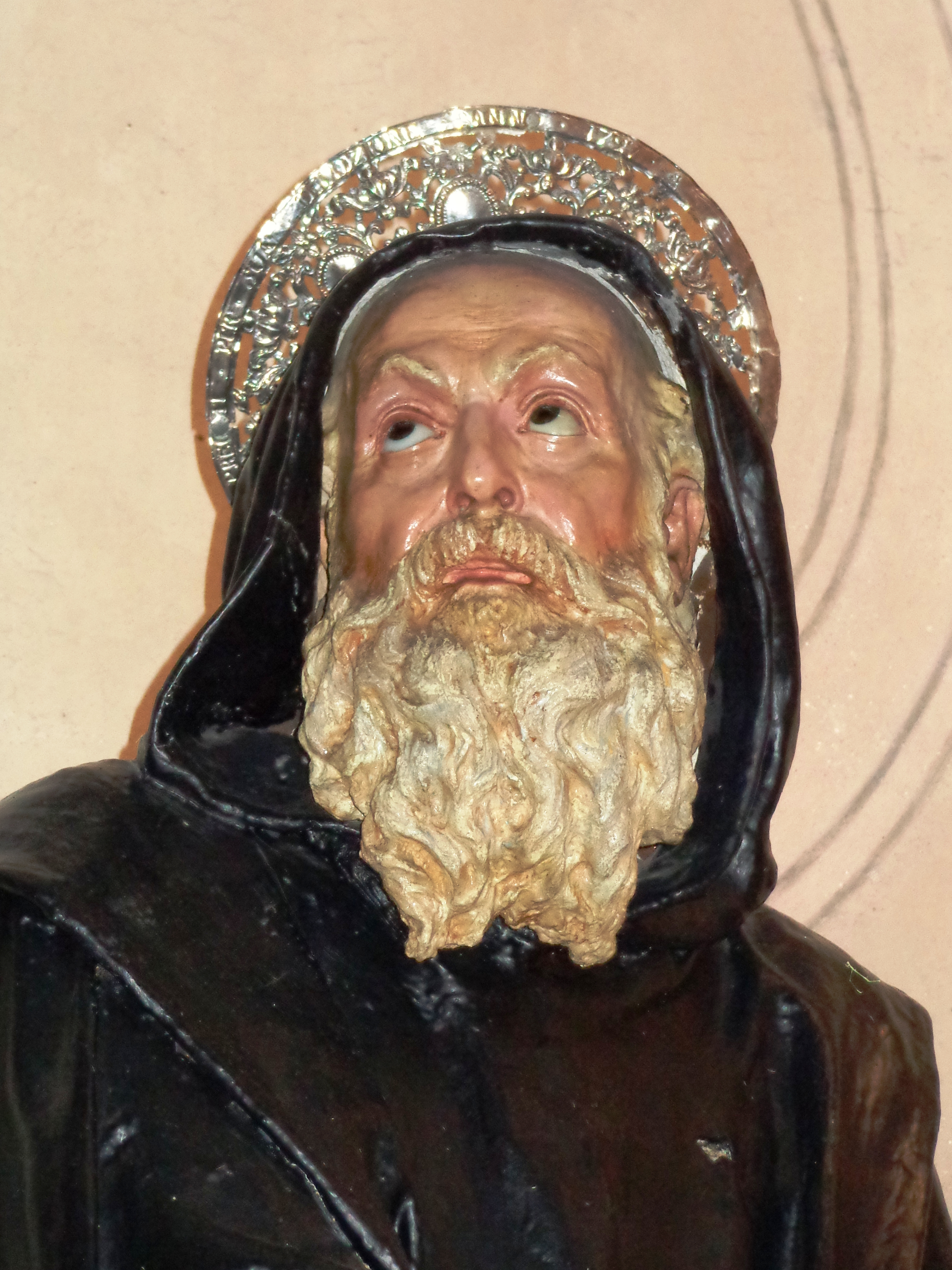
San Francesco di Paola, dettaglio, San Pier Niceto.
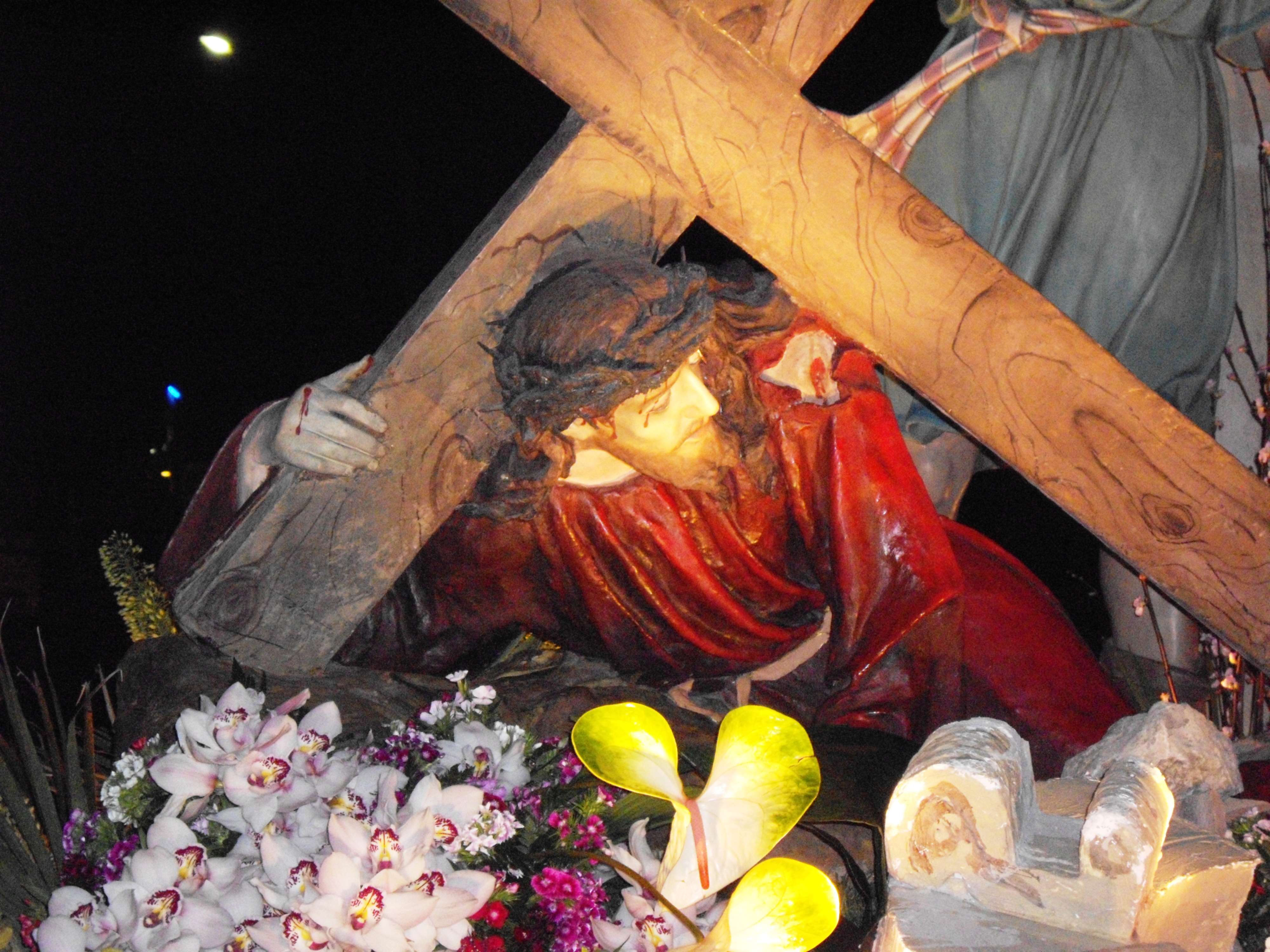
La Caduta, Barcellona.
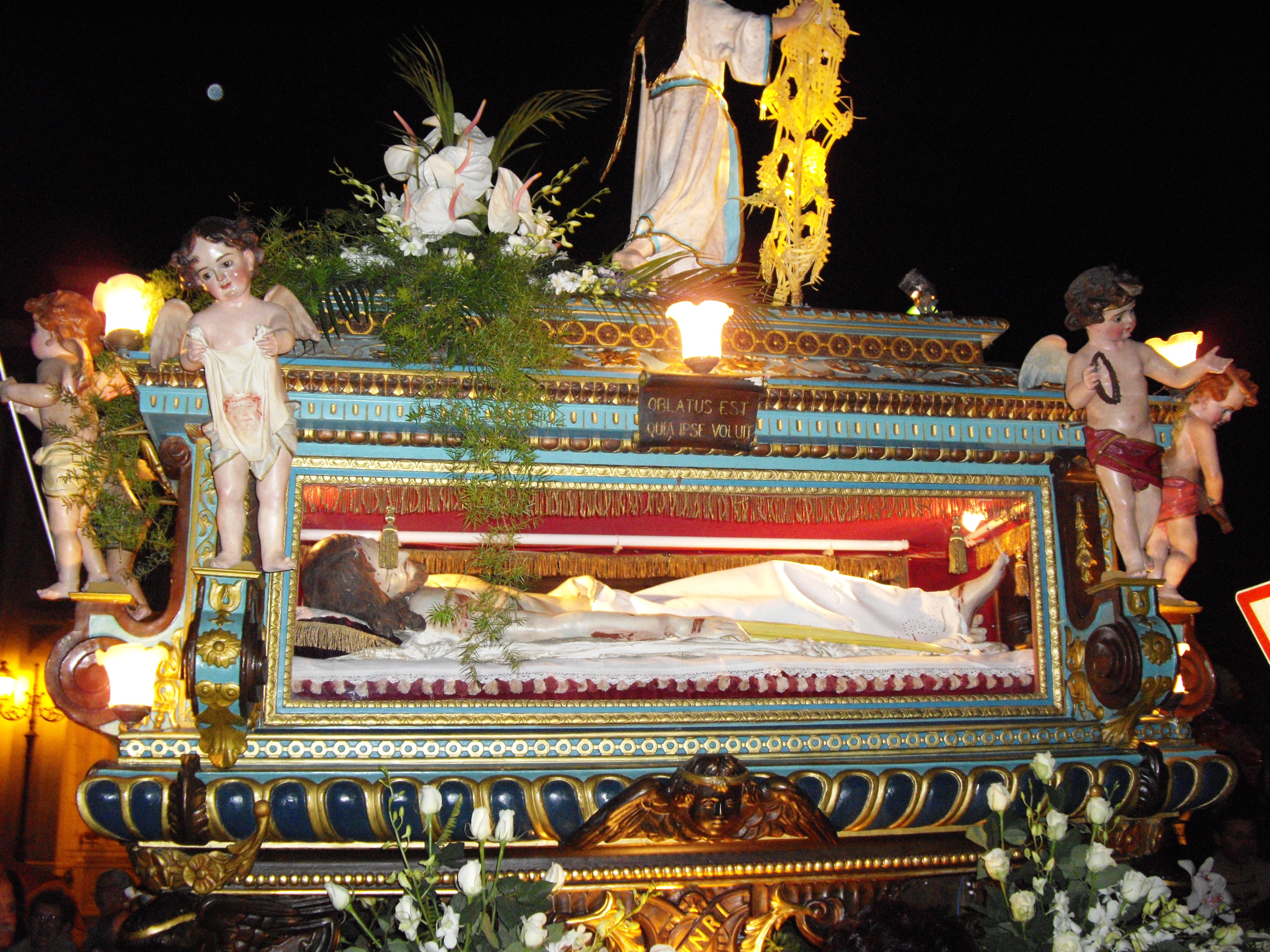
Urna del Cristo Morto, Barcellona.
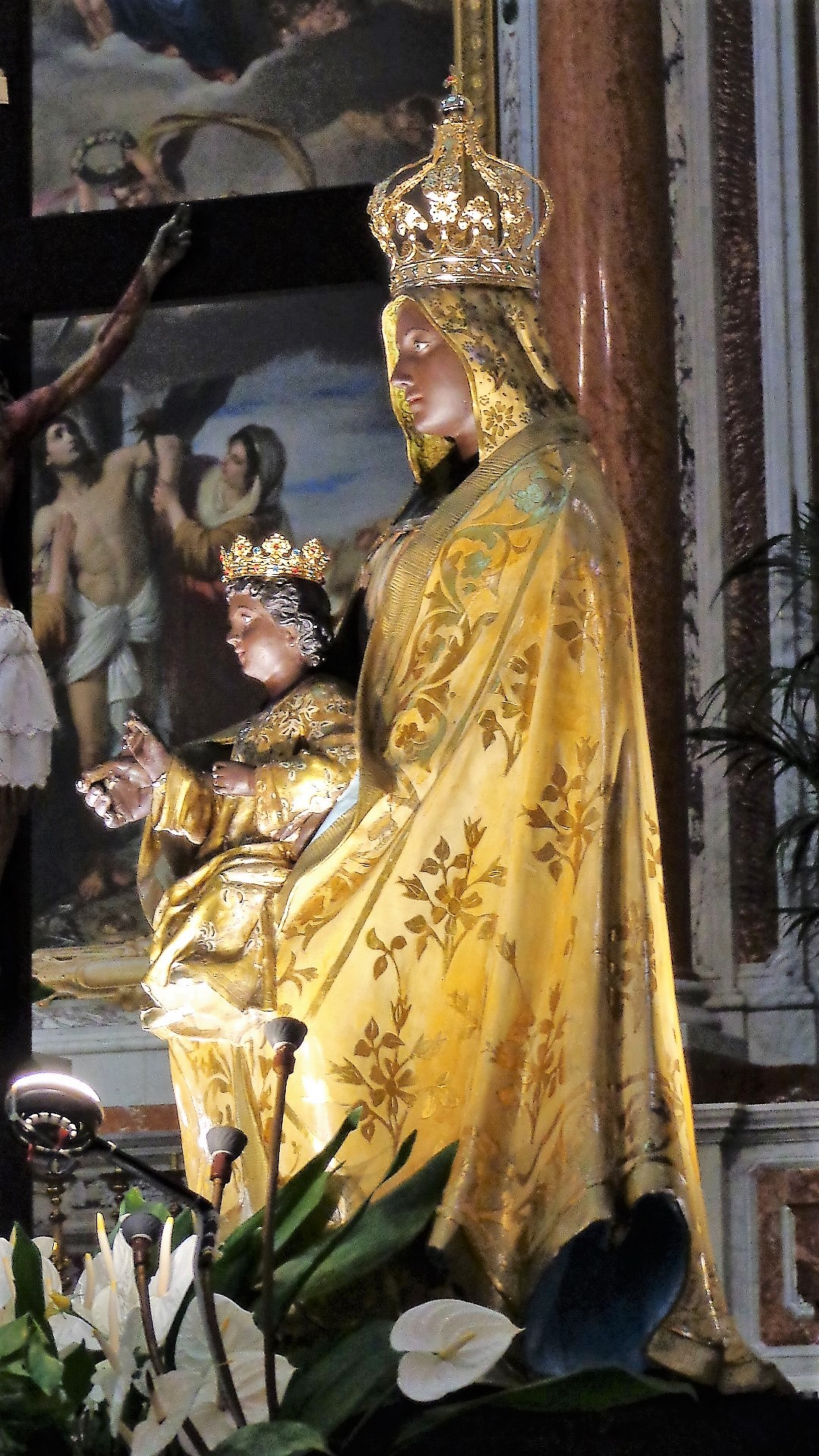
Maria Santissima del Tindari, Barcellona.
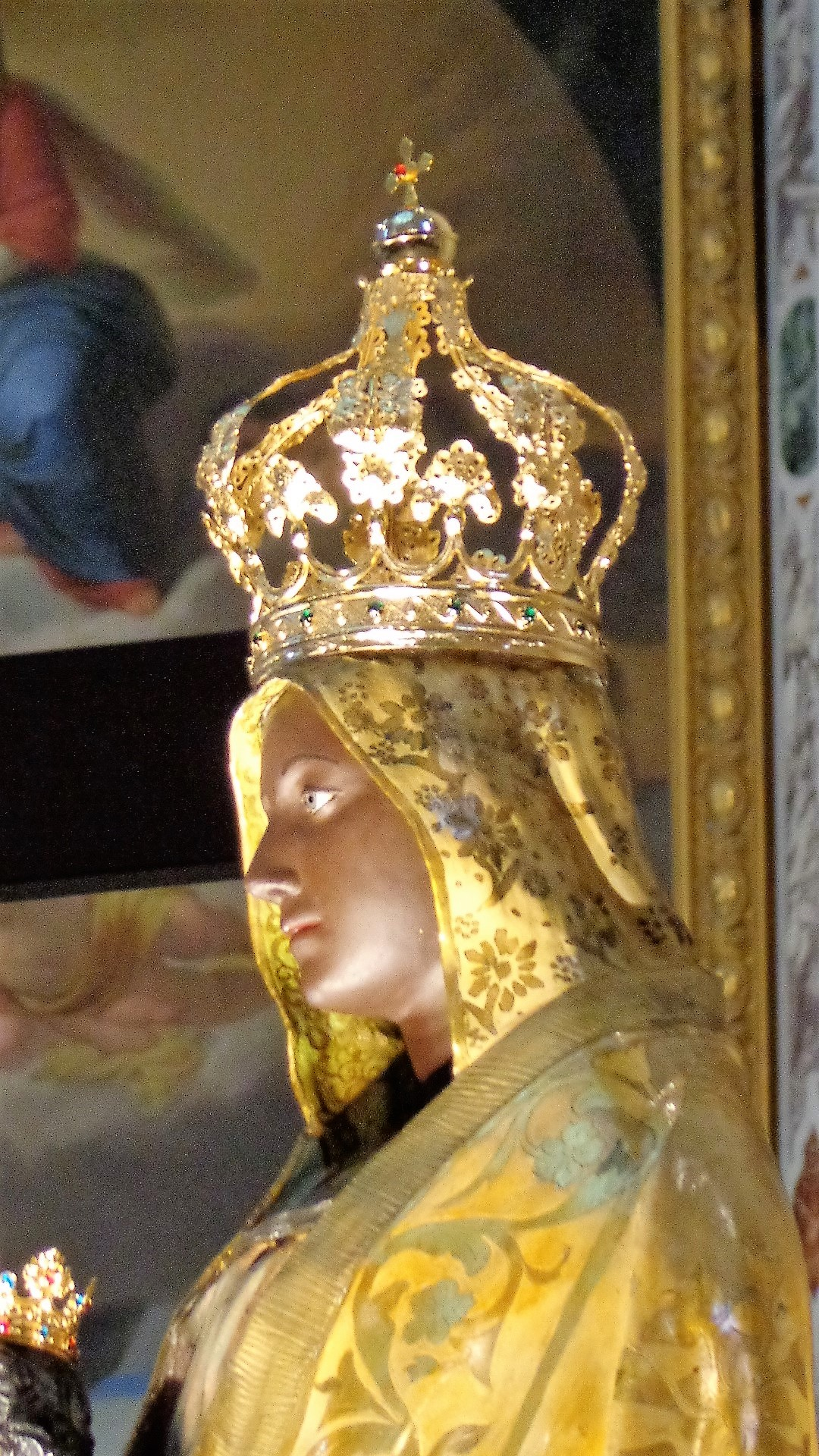
Maria Santissima del Tindari, dettaglio, Barcellona.
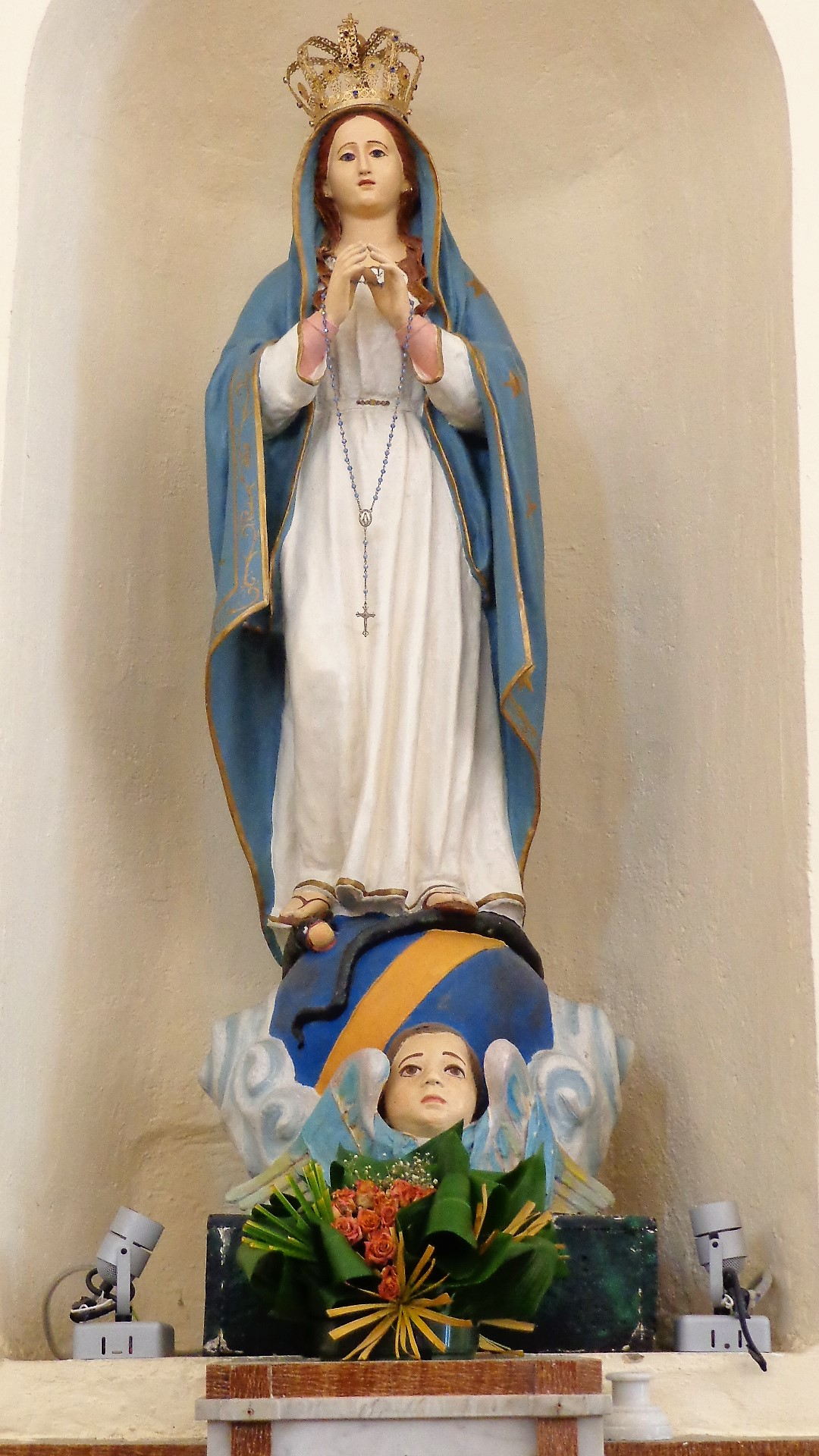
Immacolata Concezione, Barcellona.
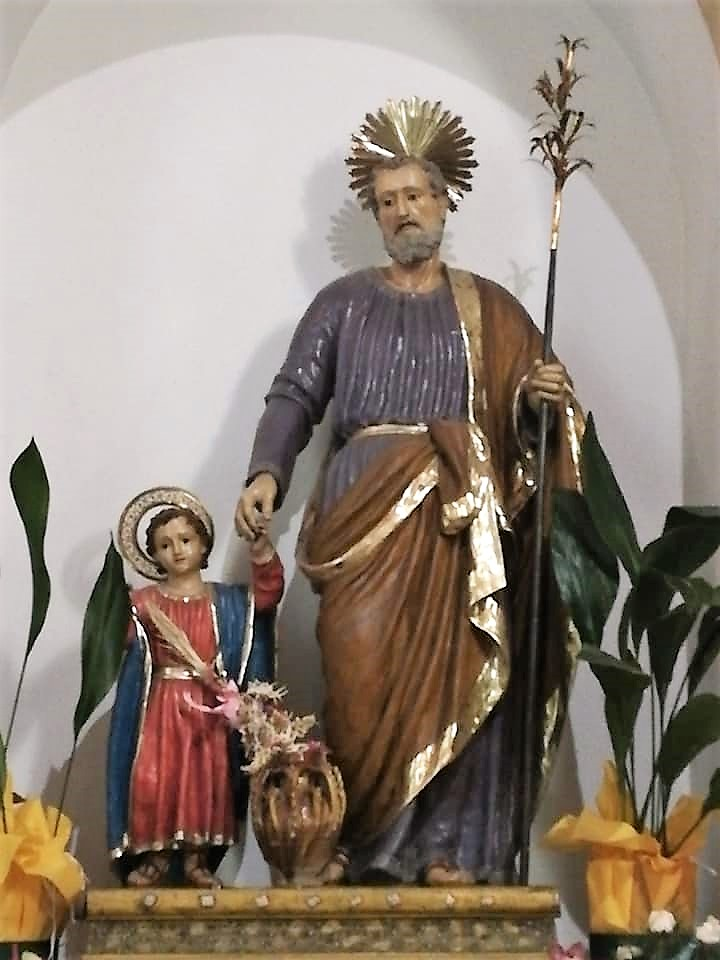
San Giuseppe e Gesù fanciullo, Terme Vigliatore.
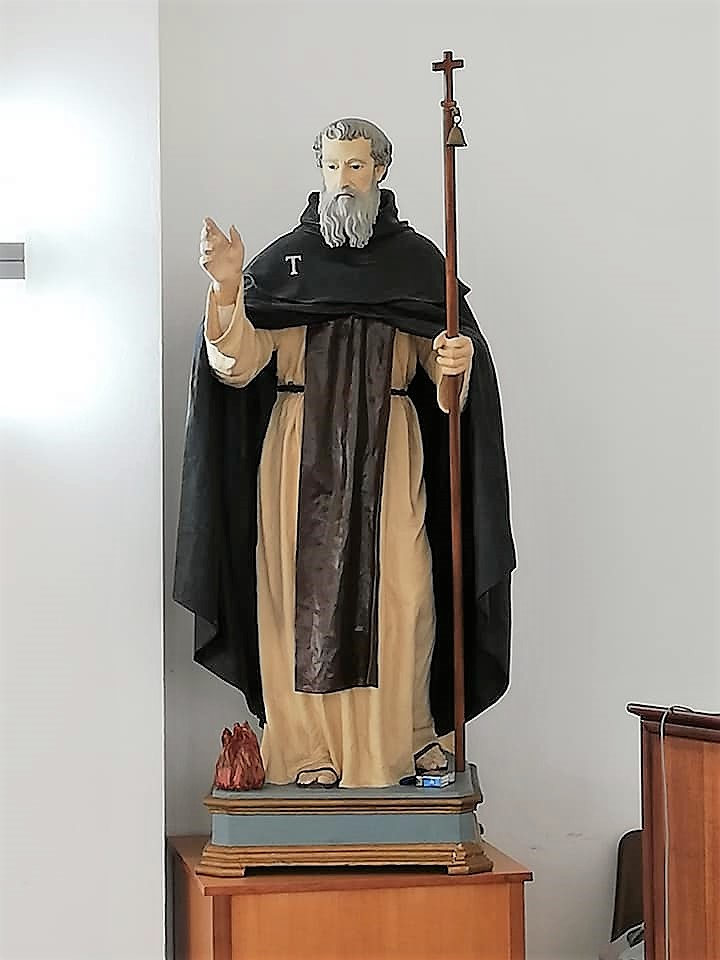
Sant'Antonio Abate, Barcellona.